# 32 Eridani
Ne doit pas être confondu avec W Eridani.
Désignations
32 Eri A : HR 1212, HD 24555, SAO 130806

32 Eridani (en abrégé 32 Eri) est une étoile binaire de la constellation de l'Éridan. Elle porte également la désignation de Bayer de w Eridani, 32 Eridani étant sa désignation de Flamsteed. Les deux étoiles sont désignées HD 24555 ou 32 Eridani A et HD 24554 ou 32 Eridani B, respectivement. Elles partagent une seule entrée dans le catalogue d'Hipparcos, HIP 18255, mais ont des entrées séparées dans le Bright Star Catalogue, HR 1212 et 1211.
32 Eridani est visible à l'œil nu comme une seule étoile d'une magnitude apparente de 4,45. 32 Eridani A brille individuellement à une magnitude apparente de 4,79 tandis que 32 Eridani B a une magnitude de 6,14. En date de 2021, la paire était disposée selon une distance angulaire de 6,90 secondes d'arc et avec un angle de position de 349°. D'après la mesure de leur parallaxe annuelle par le satellite Gaia, les deux étoiles sont distantes d'environ ∼ 345 a.l. (∼ 106 pc) et ∼ 337 a.l. (∼ 103 pc) de la Terre, respectivement.
La composante primaire, 32 Eridani A, est une étoile géante jaune évoluée de type spectral G8III. Son rayon est environ 16 fois plus grand que le rayon solaire, elle est 137 fois plus lumineuse que le Soleil et sa température de surface est de 4 971 K. C'est une source de rayons X connue avec une intensité de 1,62 × 1030 erg·s-1.
La composante secondaire, 32 Eridani B, est une étoile blanche de la séquence principale de type spectral A1V et d'une température de surface de 9 277 K. Elle tourne rapidement sur elle-même à une vitesse de rotation projetée de 180 km/s. Cela donne à l'étoile une forme aplatie avec un rayon équatorial qu'on estime être 32 % plus grand que son rayon polaire.